# پایان خوش (مجموعه تلویزیونی)
پایان های خوش (انگلیسی: Happy Endings) یک سریال تلویزیونی کمدی موقعیت آمریکایی است که در سال ۲۰۱۱ منتشر شد.

## بازیگران

### اصلی
- الیزا کوپه
- الیشا کاتبرت
- زکری نایتون
- آدام پالی
- دیمون وینس جونیور
- کیسی ویلسون

### دوره‌ای
- استیون گوارینو
- مگان مولالی
- نیک زانو
- راب کوردری
- مایکل مک‌کین
- جیمز ووک
- مارک پل گاسلر
- مری الیزابت الیس
- لری ویلمور
- پل شیر
- کریستوفر مک‌دونالد
- جولی هاگرتی
- دیمون وینز
- میکیلا هوور